# 爱德华·古德里奇·艾奇逊故居
爱德华·古德里奇·艾奇逊故居（英語：Edward G. Acheson House）是位于美国宾夕法尼亚州華盛頓縣莫农加希拉西大街908号的一间房屋，建于大约1870年，1976年列入美国国家历史名胜。美国化学家爱德华·古德里奇·艾奇逊（1856-1931）曾居住于此，并在这一时期发明了大量合成碳化硅的艾奇逊法。